# Ain’t 2 Proud 2 Beg
Az Ain’t 2 Proud 2 Beg a TLC amerikai együttes első kislemeze első, Ooooooohhh.... On the TLC Tip című albumáról. A 6. helyet érte el a Billboard Hot 100 és a 2. helyet a Billboard Hot R&B/Hip-Hop Singles & Tracks slágerlistán; az Egyesült Államokban a kislemez platinalemez lett. Szerzői Dallas Austin és Lisa „Left Eye” Lopes, akiket Grammy-díjra is jelöltek a dalért legjobb R&B-dal kategóriában. A dal részleteket használ fel az Average White Band School Boy Crush, a Kool & the Gang Jungle Boogie és James Brown Escapism című számából.

## Videóklip
A dal videóklipjéhez nem az albumváltozatot, hanem a rádiós változatot használták fel. A klipet 1991 novemberében forgatták. A vége felé az együttes akkori menedzsere, Perri „Pebbles” Reid is szerepel.

## Hivatalos remixek, változatok listája
1. Ain’t 2 Proud 2 Beg (Album Version) – 5:36
2. Ain’t 2 Proud 2 Beg (Ben Liebrand 12" Club Mix) – 6:20
3. Ain’t 2 Proud 2 Beg (Ben Liebrand 12" Dub Mix) – 5:44
4. Ain’t 2 Proud 2 Beg (Dallas’ Dirt Mix) – 5:52
5. Ain’t 2 Proud 2 Beg (Instrumental) – 5:36
6. Ain’t 2 Proud 2 Beg (Left Eye’s "3 Minutes and Counting") – 5:47
7. Ain’t 2 Proud 2 Beg (Rap Version) – 4:52
8. Ain’t 2 Proud 2 Beg (Single Version) – 4:10
9. Ain’t 2 Proud 2 Beg (Skratch 7" Edit) – 4:20
10. Ain’t 2 Proud 2 Beg (Smoothed Down Extended Remix) – 5:55
11. Ain’t 2 Proud 2 Beg (Smoothed Down Radio Remix) – 4:37
12. Ain’t 2 Proud 2 Beg (U.S. 7" Edit) – 4:10

## Dallista
| CD kislemez (USA, promó) (LFPCD-4008) 1. Ain’t 2 Proud 2 Beg (Single Version) 2. Ain’t 2 Proud 2 Beg (Album Version) 3. Ain’t 2 Proud 2 Beg (Instrumental) CD kislemez (Egyesült Királyság) (665 265) 1. Ain’t 2 Proud 2 Beg (U.S. 7" Edit) 2. Ain’t 2 Proud 2 Beg (Skratch 7" Edit) 3. Ain’t 2 Proud 2 Beg (Ben Liebrand 12" Club Mix) 4. Ain’t 2 Proud 2 Beg (Smoothed Down Extended Remix) CD kislemez (USA, promó) (LFPCD-4009) 1. Ain’t 2 Proud 2 Beg (Album Version) 2. Ain’t 2 Proud 2 Beg (Smoothed Down Radio Remix) 3. Ain’t 2 Proud 2 Beg (Smoothed Down Extended Remix) 4. Ain’t 2 Proud 2 Beg (Left Eye’s "3 Minutes and Counting") 5. Ain’t 2 Proud 2 Beg (Rap Version) CD kislemez (Egyesült Királyság) (665 265) 1. Ain’t 2 Proud 2 Beg (U.S. 7" Edit) 2. Ain’t 2 Proud 2 Beg (Skratch Mix 7" Edit) 3. Ain’t 2 Proud 2 Beg (Smoothed Down Extended Mix) 4. Ain’t 2 Proud 2 Beg (Ben Liebrand 12" Club Mix) 5. Ain’t 2 Proud 2 Beg (Left Eye’s "3 Minutes and Counting") 7" kislemez (Németország) (115 265) 1. Ain’t 2 Proud 2 Beg (U.S. 7" Edit) 2. Ain’t 2 Proud 2 Beg (Skratch 7" Edit) 12" kislemez (Németország) (615 265) 1. Ain’t 2 Proud 2 Beg (Ben Liebrand 12" Club Mix) 2. Ain’t 2 Proud 2 Beg (Ben Liebrand 12" Dub Mix) 3. Ain’t 2 Proud 2 Beg (Smoothed Down Extended Remix) | 12" kislemez (615 265) 1. Ain’t 2 Proud 2 Beg (Smoothed Down Extended Remix) 2. Ain’t 2 Proud 2 Beg (Left Eye’s "3 Minutes And Counting") 3. Ain’t 2 Proud 2 Beg (Rap Version) 4. Ain’t 2 Proud 2 Beg (Ben Liebrand 12" Club Mix) 5. Ain’t 2 Proud 2 Beg (Ben Liebrand 12" Dub Mix) 12" kislemez (Egyesült Királyság, promó) (TLC 1) 1. Ain’t 2 Proud 2 Beg (Smoothed Down Extended Remix) 2. Ain’t 2 Proud 2 Beg (Left Eye’s "3 Minutes and Counting") 3. Ain’t 2 Proud 2 Beg (Rap Version) 4. Ain’t 2 Proud 2 Beg (Ben Liebrand 12" Club Mix) 5. Ain’t 2 Proud 2 Beg (Ben Liebrand 12" Dub Mix) 12" kislemez (USA) (73008-24009-1) 1. Ain’t 2 Proud 2 Beg (Smoothed Down Extended Remix) 2. Ain’t 2 Proud 2 Beg (Album Version) 3. Ain’t 2 Proud 2 Beg (Dallas’ Dirt Mix) 4. Ain’t 2 Proud 2 Beg (Left Eye’s "3 Minutes and Counting") 5. Ain’t 2 Proud 2 Beg (Rap Version) 6. Ain’t 2 Proud 2 Beg (Instrumental) CD kislemez (USA; 2001-es kiadás) (73008-24009-2) 1. Ain’t 2 Proud 2 Beg (Album Version) 2. Ain’t 2 Proud 2 Beg (Smoothed Down Radio Remix) 3. Ain’t 2 Proud 2 Beg (Smoothed Down Extended Remix) 4. Ain’t 2 Proud 2 Beg (Dallas’ Dirt Mix) 5. Ain’t 2 Proud 2 Beg (Left Eye’s "3 Minutes and Counting") 6. Ain’t 2 Proud 2 Beg (Rap Version) |

## Helyezések
| Slágerlista (1991)                    | Legmagasabb helyezés |
| ------------------------------------- | -------------------- |
| Brit kislemezlista                    | 13                   |
| USA Billboard Hot 100                 | 6                    |
| USA Billboard Hot R&B Singles         | 2                    |
| USA Billboard Hot Dance Singles Sales | 1                    |
| Év végi slágerlista (1992)            | Helyezés             |
| USA Billboard Hot 100                 | 36                   |